# 申根公约

申根区国家
对申根区开放边界的国家
尚未實施的欧盟成員國

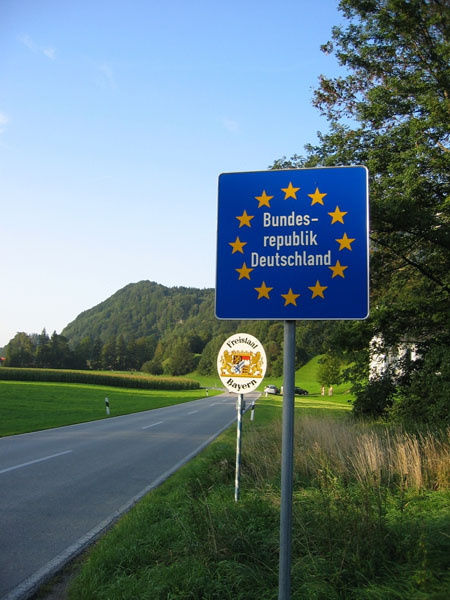
典型的申根边界，没有控制出入境的檢查設施，仅有一个普通的欧盟欢迎标志。此地是德国和奥地利之间的边境。标志牌上用德语写着“德意志聯邦共和國”。

《申根协议》（德語：Schengener Abkommen），是一項歐洲大陸國家間的條約協定，其簽約目的是取消相互之間的邊境檢查點，並協調對申根區之外的邊境控制。即在成員國相互之間取消邊境管制，持有任一成員國有效身份證或申根簽證的人可以在所有成員國境內自由流動。根據該協定，旅遊者如果持有其中一國的旅遊簽證即可合法地到所有其他申根國家。
《申根公約》的成員國亦稱“申根國家”或者“申根公約國”，成員國的整體又稱“申根區”。申根区目前包含29个国家，其中有25个属于欧盟成员。4个非欧盟成员国中，冰岛和挪威以北欧护照联盟成员国的身份加入申根区，官方分类属于与欧盟申根区活动相关的国家。不屬於歐洲大陸的愛爾蘭沒有加入。

## 歷史
《申根公約》於1985年6月14日，由5個歐洲共同體國家（西德、法國、荷蘭、比利時、盧森堡）在盧森堡的一個小城市申根簽署。由於歐盟成立的影響，進入1990年代初，又有5個歐洲國家陸續加入申根，分別為義大利、西班牙、葡萄牙、希臘、奧地利。
1995年3月26日，申根公約正式生效，首先簽約的5個國家，取消邊境檢查。
北歐5國於1996年12月19日加入申根，分別為丹麥、冰島、瑞典、挪威、芬蘭。
2004年5月1日加入歐盟的10個國家，同時加入《申根協定》，分別是愛沙尼亞、拉脫維亞、立陶宛、波蘭、捷克、匈牙利、斯洛伐克、斯洛文尼亞、马耳他、賽普勒斯。根據各國達成的安排，歐盟將分步驟吸收10個新成員國加入《申根協定》。這些國家與15個現協定國之間的陸路和海路邊卡於2007年12月撤除，而機場邊境檢查也在2008年3月30日取消，只有賽普勒斯和馬爾他因為是島國的關係，要求保留部分邊境管制措施。
2004年10月16日，瑞士联邦议会通过加入《申根协定》的协议，2005年6月5日，瑞士全民公投以微弱多数通过了《申根协定》。2008年12月12日瑞士正式加入申根区。
2007年後，羅馬尼亞、賽普勒斯、保加利亞、列支敦士登分別簽訂加入申根公約，列支敦士登于2011年加入，羅馬尼亞与保加利亞则于2025年完全加入。
2013年7月1日起，克羅地亞成為歐盟成員國。2022年12月8日該國獲歐盟理事會通過成為申根公約成員國，2023年1月1日起生效。同時申請的保加利亞與羅馬尼亞兩國因受到奧地利反對，尚未能獲准加入。2024年3月31日，保加利亞與羅馬尼亞部分加入申根區，申根協定僅對空路與海路越境有效。

## 申根區延遲加入國
意大利、奧地利、希臘三國雖於1990年代初加入申根區，但因安全或是邊界海防等因素均被推遲加入申根區，前兩國於1997年才獲准加入申根區，希臘則是直到2000年才獲准加入申根區。羅馬尼亞、保加利亞因國內治安與情勢较其他歐盟國家不穩，直到2025年才完全加入申根区。
塞浦路斯虽已簽訂加入申根公約，但塞浦路斯因北塞問題而推遲加入申根區。

## 爭議
人口自由流动也带来治安问题，一些国家的治安，像瑞士，在加入条约后治安有恶化趋势。
同时欧洲难民危机也给人口自由移动带来新的挑战，德国、法国、比利时等均有暂停申根的举动。
因應2019冠狀病毒病疫情在歐洲的傳播，一些申根国家像波蘭、丹麥和捷克單方面宣布封閉邊境以防疫情傳播的決定被外界認定為申根公約的一次重大衝擊與考驗。

## 外部連結
- 簽證規定，德國在台協會
- 簽證申請須知 （页面存档备份，存于），法國駐港澳總領事館（法语：Consulat général de France à Hong Kong）
- 入境签证 （页面存档备份，存于），瑞典駐華大使館
- 歐盟申根條約專頁 （页面存档备份，存于）（英文）